# OX40 ligand
OX40L je ligandem molekuly OX40 (známé také pod názvy CD134 nebo TNFRSF4) a je stabilně exprimován na mnoha antigen prezentujících buňkách, například dendritických buňkách (typu DC2), makrofázích a aktivovaných B lymfocytech.
Molekula OX40 se nachází především na povrchu aktivovaných T lymfocytů (především CD4+), ale také NK buněk, NKT buněk a neutrofilů. Ligace OX40-OX40L vede k produkci signálu přežití T buněk (survival signálu) a napomáhá vývoji paměťových T lymfocytů. Tato interakce též indukuje polarizaci směrem k Th2 imunitní odpovědi, a to i v prostředí s nízkou hladinou IL-4 cytokinu (Th2 polarizace nezávislá na IL-4).
OX40L je rovněž přítomen na povrchu mnoha neimunitních buněk, například buněk endotelu a buněk hladké svaloviny.
Povrchová exprese molekuly OX40L je indukována mnoha prozánětlivými mediátory, například TNF-α, produkovaným žírnými buňkami, IFN-γ a PGE2 (prostaglandinem E2).
OX40L je označován též jako CD252 (diferenciační skupina 252).
Bylo identifikováno mnoho jednonukleotidových polymorfismů (SNPs) v genu pro OX40L. Pro některé z nich byla zjištěna asociace se systémovým lupem. Dosud nebyla zjištěna korelace polymorfismů v OX40L s výskytem aterosklerózy.